# Olga Novo

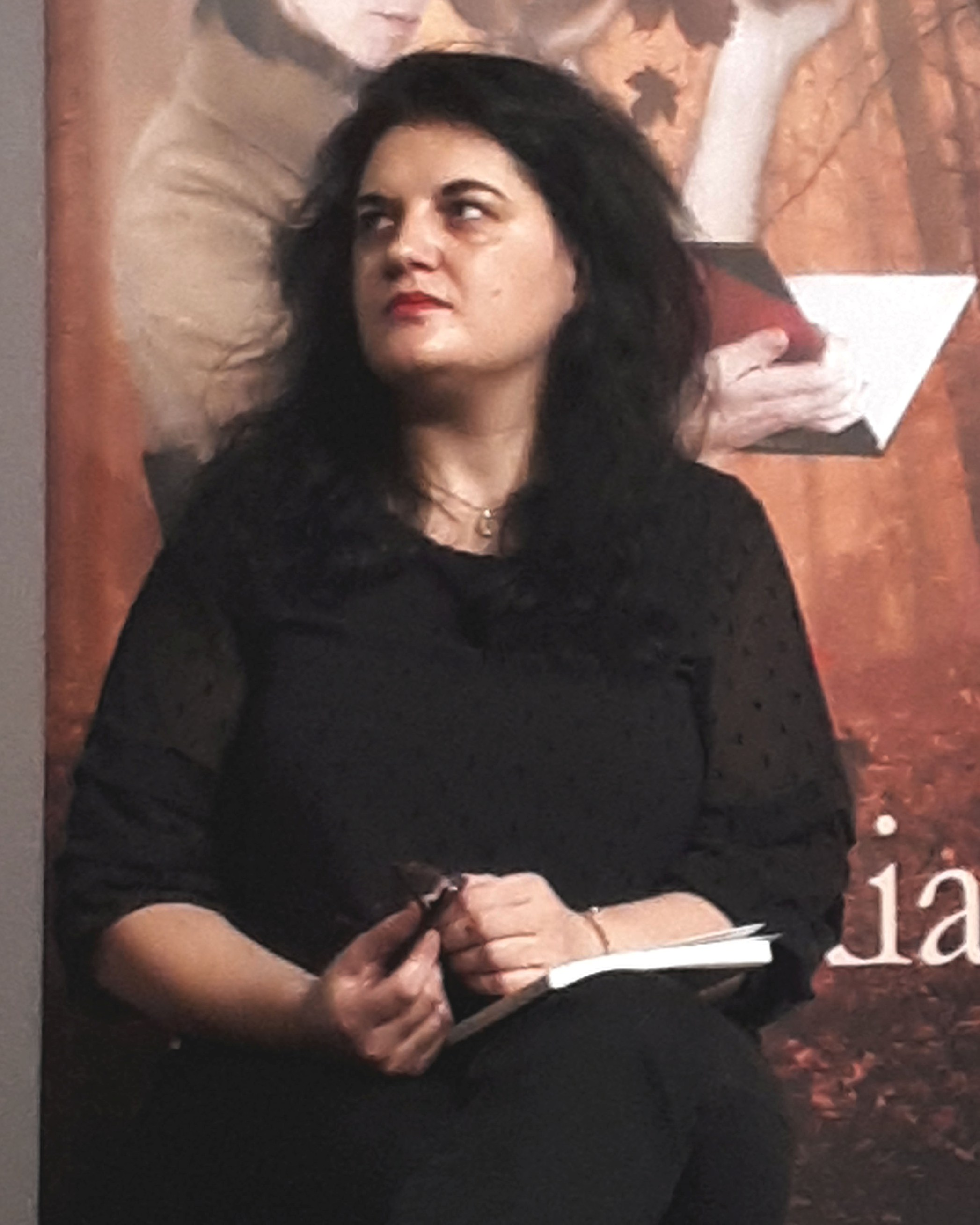
Olga Novo

Olga Novo (* 1975 in Vilarmao, A Pobra do Brollón) ist eine galicische Dichterin, Essayistin und Autorin. Sie studierte galicische Philologie an der Universität Santiago de Compostela und war Lehrerin in Galicien und Lektorin an der Universität der Südbretagne, Lorient.
Sie veröffentlichte ihre Werke in verschiedene Publikationen wie  Festa da Palabra Silenciada, Dorna, Xistral, El País oder ABC.
Sie war die Chefredakteurin der Revue Ólisbos, Animal, Valdeleite und Unión Libre und sie wurde im Jahr 2020 mit dem Nationalen Poesiepreis, dem Premio Nacional de Poesía ausgezeichnet.

## Werdegang
Olga Novo ist IES-Lehrerin an verschiedenen Sekundarschulen in Galicien. Sie war Dozentin für Galicisch an der Universität der Haute Bretagne in Rennes und unterrichtet derzeit Galicische Sprache und Literatur am IES A Pinguela, in Monforte de Lemos.
Als Dichterin machte sie sich durch drei Gedichtsammlungen von großer Erlebnisfülle, Ausdruckskraft, erzählerischer Tiefe und erotischer Sinnlichkeit einen Namen: A teta sobre o sol (1996), Nós nus (1997) oder A cousa vermella (2004).
Außerdem veröffentlichte sie zusammen mit der Malerin Alexandra Domínguez und dem Dichter Xoán Abeleira ein Kunstbuch mit dem Titel „Magnalia“ sowie zahlreiche Gedichte in Anthologien, Sammelbänden, Zeitschriften (Festa da Palabra Silenciada, Dorna, Xistral) und Zeitungen (El País, ABC).
Sie war Mitglied in den Redaktionsausschüssen der Zeitschriften Ólisbos, Animal, Unión Libre und Valdeleite und übersetzte aus dem Galizischen El contradiscurso de las mujeres. Historia del proceso feminista, von Carmen Blanco.
Als Wissenschaftlerin und Essayistin hat sie folgende Bücher veröffentlicht: Por un vocabulario galego do sexo. A terminoloxía erótica von Claudio Rodríguez Fer (1995), O lume vital von Claudio Rodríguez Fer (1999, reeditiert und 2008), Uxío Novoneyra. Lingua loaira (2005), Introducción a Unha tempada no paraíso von Claudio Rodríguez Fer (2010).
Sie wirkte mit Beiträgen bei Kongressen und Zeitschriften mit (Ínsula, Moenia, Boletín Galego de Literatura, Anuario de Estudios Literarios Galegos, Revista Galega do Ensino, A Nosa Terra, La Torre. Revista de la Universidad de Puerto Rico etc.). Ihre Aufmerksamkeit fokussierte sich dabei vor allem auf den Surrealismus und sie hat mehrere Texte über den Schriftsteller André Breton, den Liedermacher Léo Ferré und den Maler Eugenio Granell sowie über erotische Themen verfasst, wie der Essay Tratado da pel zeigt, der in der Monografie Erotismos in Unión Libre (1999) veröffentlicht wurde, die sie selbst mitbetreut hat. Sie hat sich außerdem für portugiesischsprachige Dichter interessiert, wie zum Beispiel für den portugiesischen Avantgardisten Fernando Pessoa und den brasilianischen Surrealisten Sergio Lima.
2019 veröffentlichte sie Feliz idade, wo sie „eine Verbindung zwischen der ihr vorausgehenden und der ihr folgenden Generation herstellt; zwischen dem Gestern und dem Morgen der Abstammung, jenseits des Todes des Vaters und der Kindheit der Tochter“.

## Preise und Auszeichnungen
- 2021, Lucense del Año
- 2020, Premio Nacional de Poesía, für ihr Werk Feliz Idade
- Premio Losada Diéguez de Creación Literaria für die Gedichtsammlung Nós nus.
- Premio de Investigación Ánxel Fole für die Studie Uxío Novoneyra. Lingua loaira.
- 2004, El Patronato de la Cultura Gallega de Montevideo (am Día de la Poesía)
- Seit 2010 trägt das Haus der Kultur von Puebla de Brollón ihren Namen

## Werke
- Magnalia, mit der Malerin Alexandra Domínguez und dem Dichter Xoán Abeleira.

### Gedichte
- A teta sobre o sol (1996, Edicións do Dragón, 1999, Letras de Cal).
- Nós nus (1997, Xerais).
- A cousa vermella (2004, Espiral Maior).
- Cráter (2011, Toxosoutos).
- Feliz idade (2019, Tambo).

### Essays
- Por un vocabulario galego do sexo. A terminoloxía erótica de Claudio Rodríguez Fer (1995)
- O lume vital de Claudio Rodríguez Fer (1999, 2008)
- Uxío Novoneyra. Lingua loaira (2005)
- Introdución a Unha tempada no paraíso de Claudio Rodríguez Fer (2010)
- Erótica Medieval Galaica (2013)
- No principio foi o pracer (2017)

### Übersetzung
- El contradiscurso de las mujeres. Historia del proceso feminista, von Carmen Blanco.